# Urážka
Urážka je výrok nebo čin, který snižuje jinou osobu či skupinu a poškozuje její pověst nebo zpochybňuje její čest. Zda nějaký výrok nebo čin je či není urážka, závisí pochopitelně jak na jednání a úmyslu napadajícího, tak na vnímání napadeného. Urážlivé je jednání, které lze vnímat jako urážku.
Podobný význam má také:
- dehonestace (zne(u)ctění)
- invektiva (z lat. invectivus, někoho napadající)
- difamace (lat. poškozování pověsti)
- affront (z franc. affronter, napadnout, postavit se proti)
- outrage (franc. i angl., rozhořčená urážka)
- hanobení (projev, který je hrubě urážlivý a znevažující)

## Druhy urážky
Urážka může být záměrná nebo nezáměrná, pokud vznikla nedorozuměním a pociťuje ji tak jen její oběť.
Právo zná a může trestat urážku na cti (difamaci), i když v moderní době se prosazuje větší tolerance k neuctivým a urážlivým výrokům. V českém právu je difamace upravena v § 49 odst. 1 zákona o přestupcích. V Německu a v dalších evropských zemích je difamace stále trestným činem, Rada Evropy však prosazuje, aby se přestala za trestný čin pokládat.
Zvláštní případ tvoří urážka majestátu (lat. laesio majestatis, fr. lèse-majesté), panovníka nebo představitele státu, případně i státních symbolů (vlajka). Protože obvykle znamenala zároveň vypovězení poslušnosti, případně vzpouru, trestala se velmi přísně. Demokratické státy, které se tím necítí ohroženy, obvykle tyto činy nezakazují, anebo aspoň netrestají, demonstrativní zneuctění například vlajky jiného státu však může být signálem k násilnostem.
V náboženství se výslovná urážka Boha nazývá rouhání.
Od urážky je třeba odlišovat pomluvu, nepravdivou nebo zkreslenou informaci za účelem poškození něčí pověsti u jiných.

## Urážka a čest
Ve starších společnostech se za urážku pokládalo zejména to, co se nějak dotýkalo něčí cti. Protože typickou urážkou muže bylo nařčení ze zbabělosti, zpochybnění jeho statečnosti, bránil se jí nařčený tím, že byl ochoten riskovat život, aby toto nařčení vyvrátil – například v souboji. Tento zvyk se udržoval mezi důstojníky evropských armád až do konce 19. století.
| „                      | Člověk spíš promine bezpráví než urážku. | “ |
| — Earl of Chesterfield |                                          |   |

## Památka
Urážka může mířit na žijící osobu nebo skupinu, ale může se týkat také minulosti, zemřelých a jejich památky. Sem patří zejména hanobení hrobů a pomníků, národních a náboženských symbolů a významných nebo posvátných míst. 
I člověk, který by urážku vůči sobě nakonec přešel mlčky, může sotva ignorovat urážky vůči blízkým zemřelým, vůči osobám, kterých si zvláště váží, nebo vůči symbolům, k nimž chová hlubokou úctu.
| „            | Berme také v úvahu, že urážka se neměří měřítky toho, kdo ji působí, nýbrž toho, na koho dopadá. | “ |
| — J. Addison |                                                                                                  |   |

| „                        | Není totiž jiný způsob jak bránit lichocení, než přesvědčit lidi, že tě neurazí, když řeknou pravdu. Když ale bude každý moci říkat pravdu, budou k tobě méně uctiví. | “ |
| — N. Machiavelli, Vladař | |   |